# 399 î.Hr.

## Decese
- 15 februarie: Socrate, filosof grec (n.c. 469 î.Hr.)